# Cönobiarkha Szent Theodósziosz
Cönobiarkha Szent Theodósziosz vagy Nagy Szent Theodósziosz (423/424 – 529. január 11.) görög remete, szerzetes, apát, teológus.
A kappadókiai Garissos falucskában született keresztény családból. Alapos Szentírás ismerete miatt már fiatalon felolvasói szolgálatot teljesített. Palesztinai zarándokútja során felkereste Idősebb Oszlopos Szent Simeont, aki megjövendölte, hogy nagyszámú nyájnak lesz pásztora. Miután végiglátogatta a szent helyeket, és bizonytalanságában tanácsot kért egy Longinus nevű "buzgó kereszténytől", a remeteélet mellett döntött. Júdea sivatagában telepedett meg, egy elhagyott barlangban. Füvet és gyümölcsöt evett, 40 évig egy falat kenyeret nem vett magához. Tanítványok szegődtek mellé. Ezeknek erről mindig a halálról tartott elmélkedés, abban a meggyőződésben, hogy ez minden erény alapja.
Hogy tanítványainak alkalmasabb helyet találjon, elhagyta megszokott barlangját, s Betlehemtől délre telepedett meg. Cathismosban nagy monostorban épített, s ez rövid idő alatt meg is telt. A klauzúrán kívül volt három betegház, valamint egy zarándokház. A különféle zarándokok számára három templomot emelt, egyet a görög, egyet a szír, és egyet az örmény nyelvűek számára. Egy negyedik templomban a vezeklők, bűnbánattartók gyűltek össze. Kortársával, Szent Szabbásszal együtt elítélte a politikailag is támogatott monofizita tanokat. A monostorokat Theodóziosz, a lavrákat Szabbász képviselte. Még 90 éves korában is járta a monostorokat, buzdítva a szerzeteseket, remetéket és a híveket, ne engedjenek az eretnek tanoknak. Jeruzsálemben, a Szent Sír templomban bátran védelmére kelt a hiteles tanoknak. Anasztáziosz császár száműzetésre ítélte, de hirtelen meghalt. Mivel utóda, I. Jusztinosz megmaradt az igaz hit hívének, Theodóziosz visszatérhetett monostorába.
Hosszú s fájdalmas betegségét türelemmel viselte, megtiltva, hogy gyógyulásáért imádkozzanak. 105 éves korában hunyt el. Abban a barlangban temették el, ahol jó nyolc évtizeddel (!) előbb megkezdte a remeteéletet.

## Külső hivatkozások
- http://www.katolikus.hu/szentek/szent257.html Archiválva 2012. december 27-i dátummal a Wayback Machine-ben